# Epilobium huteri
Epilobium huteri är en dunörtsväxtart som beskrevs av Borb och Haussk.. Epilobium huteri ingår i släktet dunörter, och familjen dunörtsväxter. Inga underarter finns listade i Catalogue of Life.